# Norton Center
Norton Center é um lugar designado pelo censo localizado no condado de Bristol no estado estadounidense de Massachusetts. No Censo de 2010 tinha uma população de 2.671 habitantes e uma densidade populacional de 572,3 pessoas por km².

## Geografia
Norton Center encontra-se localizado nas coordenadas 41° 58′ 26″ N, 71° 11′ 18″ O. Segundo a Departamento do Censo dos Estados Unidos, Norton Center tem uma superfície total de 4.67 km², da qual 4.39 km² correspondem a terra firme e (5.88%) 0.27 km² é água.

## Demografia
Segundo o censo de 2010, tinha 2.671 pessoas residindo em Norton Center. A densidade populacional era de 572,3 hab./km². Dos 2.671 habitantes, Norton Center estava composto pelo 88.54% brancos, o 3.56% eram afroamericanos, o 0.11% eram amerindios, o 3.52% eram asiáticos, o 0.11% eram insulares do Pacífico, o 1.72% eram de outras raças e o 2.43% pertenciam a duas ou mais raças. Do total da população o 4.04% eram hispanos ou latinos de qualquer raça.